# Кристи, Райан
Ра́йан Кри́сти (англ. Ryan Christie; род. 22 февраля 1995, Инвернесс) — шотландский футболист, полузащитник клуба «Борнмут» и сборной Шотландии. Участник двух чемпионатов Европы (2020 и 2024).

## Клубная карьера
Кристи — воспитанник клуба «Инвернесс Каледониан Тисл» из своего родного города. 29 декабря 2013 года в матче против «Селтика» он дебютировал шотландской Премьер-лиге. В поединке против «Мотеруэлла» Райан забил свой первый гол за «Инвернесс Каледониан Тисл». В 2015 году он помог клубу выиграть Кубок Шотландии. Летом того года Кристи был признан лучшим молодым игроком года и подписал четырёхлетний контракт с «Селтиком», но следующие полгода он провёл в «Инвернессе» в аренде. В начале 2016 года Райан полноценно стал игроком «кельтов». 23 января в матче против «Сент-Джонстона» он дебютировал за новую команду. 15 мая в поединке против «Мотеруэлла» Кристи забил свой первый гол за «Селтик».
В начале 2017 года Райан на правах аренды перешёл в «Абердин». 27 января в матче против «Данди» он дебютировал за новый клуб. 4 февраля в поединке против «Партик Тисл» Кристи забил свой первый гол за «Абердин». Летом его аренды была продлена.
Летом 2018 года после окончании аренды Кристи вернулся в «Селтик». В 2019 году в матчах Лиги Европы против французского «Ренна» и итальянского «Лацио» он забил 3 гола. В составе клуба Райан трижды стал чемпионом Шотландии. Летом 2021 года Кристи перешёл в английский «Борнмут», подписав контракт на 3 года. Сумма трансфера составила 1,5 млн. фунтов. В матче против «Барнсли» он дебютировал в Чемпионшипе.

## Международная карьера
9 ноября 2017 года в товарищеском матче против сборной Нидерландов Кристи дебютировал за сборной Шотландии. 16 ноября 2019 года в отборочном матче чемпионата Европы 2020 в поединке против сборной Кипра Райан забил свой первый гол за национальную команду.
В 2021 году Кристи принял участие в чемпионате Европы. На турнире он сыграл в матче против сборной Чехии.

### Голы за сборную Шотландии
| # | Дата             | Место                           | Противник | Счёт | Результат  | Соревнование                       |
| - | ---------------- | ------------------------------- | --------- | ---- | ---------- | ---------------------------------- |
| 1 | 16 ноября 2019   | ГСП, Никосия, Кипр              | Кипр      | 0:1  | 1:2        | Чемпионат Европы 2020 квалификация |
| 2 | 4 сентября 2020  | Хэмпден Парк, Глазго, Шотландия | Израиль   | 1:0  | 1:1        | Лига наций УЕФА 2020/2021          |
| 3 | 7 сентября 2020  | Андрув, Оломоуц, Чехия          | Чехия     | 1:2  | 1:2        | Лига наций УЕФА 2020/2021          |
| 4 | 12 ноября 2020   | Райко Митич, Белград, Сербия    | Сербия    | 0:1  | 1:1 (д.в.) | Чемпионат Европы 2020 квалификация |
| 5 | 24 сентября 2022 | Хэмпден Парк, Глазго, Шотландия | Ирландия  | 2:1  | 2:1        | Лига наций УЕФА 2022/2023          |
| 6 | 3 июня 2024      | Алгарве, Фару/Лоле, Португалия  | Гибралтар | 0:1  | 0:2        | Товарищеский матч                  |

## Достижения
Командные
 «Инвернесс Каледониан Тисл»
- Обладатель Кубка Шотландии: 2014/15

 «Селтик»
- Чемпион Шотландии (3): 2018/19, 2019/20, 2021/22
- Обладатель Кубка Шотландии (2): 2018/19, 2019/2020
- Обладатель Кубка шотландской лиги (2): 2018/2019, 2019/2020

### Личные достижения
- Лучший молодой игрок года шотландской Премьер-лиги: 2014/2015